# 中村天風
中村 天風（なかむら てんぷう、1876年7月30日 - 1968年12月1日）は、日本の自己啓発講演家、思想家、ヨーガ行者。実業家、大日本帝国陸軍諜報員、玄洋社社員。孫文の友人であり、中華民国最高顧問の称号も持った。天風会を創始し心身統一法を広めた。本名は三郎（さぶろう）。
学生時代に喧嘩で相手を刺殺、日清日露戦争当時は軍事探偵として活動する。戦後結核にかかり、ニューソート作家の著作に感銘を受けて渡米し、世界を遍歴。インドでのヨーガ修行を経て健康を回復し悟りを得たとされる。日本に帰国後、一時は実業界で成功を収めるも、自身の経験と悟りを伝えるために講演活動を開始。その教えを学んだ各界の著名人の中には、松下幸之助など日本を代表する実業家も含まれる。現在は公益財団法人天風会（中村天風財団）が著作などを管理している。

## 来歴

### 玄洋社の豹
1876年（明治9年）、大蔵省紙幣寮抄紙局（現・国立印刷局）初代局長・中村祐興の息子として豊島郡王子村（現東京都北区王子）で出生。父祐興は旧柳川藩士で、中村家は柳川藩藩主である立花家と遠縁にあたる。王子村や本郷で幼少を過ごした後、福岡市の親戚の家に預けられ、修猷館中学に入学。また六歳の時より立花家伝の剣術随変流の修業を始める。随変流は立花宗茂を流祖とし 戦国時代に成立した流派で、剣術と抜刀術をもつ。天風は後に随変流を極めることとなる。ちなみに、「天風」という号は天風が最も得意とした随変流抜刀術の「天風」（あまつかぜ）という型からとられたものである。
幼少期より官舎の近くに住んでいた英国人に語学を習い、修猷館ではすべて英語で講義を受けていたため語学に堪能となる。また、柔道部のエースとして活躍していたが、練習試合に惨敗した熊本済々黌生に闇討ちされ、その復讐を行う過程で出刃包丁を抜いて飛びかかってきた生徒を刺殺してしまう。正当防衛は認められたものの、修猷館を退学となった。その後、1892年（明治25年）に玄洋社の頭山満のもとに預けられる 。
天風は玄洋社で頭角を現し、気性の荒さから「玄洋社の豹」と恐れられた。16歳の時に頭山満の紹介で帝国陸軍の軍事探偵（諜報員）となり満州へ赴き、大連から遼東半島に潜入し錦州城、九連城の偵察を行う。日露戦争が迫った1902年（明治35年）には再度満州に潜入し、松花江の鉄橋を爆破したり、仕込杖で青竜刀を持った馬賊と斬り合いを演じるなどの活躍を見せ「人斬り天風」と呼ばれたという。1904年（明治37年）3月21日にはコサック兵に囚われ、銃殺刑に処せられるところであったが、すんでのところで部下に救出された 。その後天風は様々な危険を乗り越え、無事目的地の大連に到着した。日露戦争に備えて参謀本部が放った軍事探偵は合わせて113名いたが、そのうち生きて大連に到着したのはわずか9名であった 。

### 求道の日々
戦後は帝国陸軍で高等通訳官を務めていたが、1906年（明治39年）に奔馬性（結核の症例の中で、急速に症状が進むもの。現代では「急速進展例」と呼ばれる）の肺結核を発病。北里柴三郎の治療を受けたものの病状は思わしくなかった。その後1909年（明治42年）にキリスト教の異端的潮流ニューソートの作家オリソン・スウェット・マーデンの『如何にして希望を達し得るか』を読んで感銘を受け、病気のために弱くなった心を強くする方法を求めて、アメリカへ渡る決意をする。しかし、結核患者には渡航許可が下りなかったため、親交のあった孫文の親類に成りすまして密航する。
アメリカに渡った天風は、マーデンを訪ねたが、あまり相手にされず願いは果たせなかった。その後、親戚筋にあたり、当時アメリカ公使館に勤めていた芳澤謙吉の勧めで、哲学者のカーリントン博士に面会したのち、華僑の学生に代わって授業に出席したのをきっかけにコロンビア大学に入学し、自らの病の原因を尋ねて自律神経系の研究を行ったとされる。ヨーロッパではイギリスでアデントン・ブリュース博士に面会したのち、フランスでは大女優サラ・ベルナールの家に居候したり、ドイツでハンス・ドリーシュと面会するなど数々の著名人を訪ねたとされるが、いずれも納得の行く答えを得ることができなかったという。
こうして天風は、1911年5月25日に日本への帰路に就くが、その途中経由地であったアレキサンドリアにてインドのヨーガの聖人であるカリアッパ師と邂逅し、そのまま弟子入りし、ダージリンからヒマラヤ第3の高峰カンチェンジュンガ山麓にあるゴーク村で2年半修行を行ったとされる。この修行を通じて結核は治癒し、さらに悟りを得るに至ったという。
1913年にインドを立ち日本へ向かうが、その途上で上海にて公使を務めていた旧友山座円次郎を訪ねた。滞在間もなく旧知の友人孫文が第二革命を起こしたため、「中華民国最高顧問」として協力。革命は挫折したものの、その謝礼として財産を得た。

### 実業界、そして導師へ
帰国後は時事新報の記者を務め、実業界に転身すると東京実業貯蔵銀行（後の1936年に東京貯蔵銀行・川崎貯蓄銀行・川崎第百銀行と合併し第百銀行となり1943年に三菱銀行へ合併）の頭取などを歴任し実業界で活躍していたが、1919年（大正8年）5月末のある日、頭山に代わって講演を行っている最中に突然感じるところがあり、頭山に相談した上で一週間の間に職を辞し、財産を処分して6月8日に「統一哲医学会」を創設。街頭にて心身統一法を説き始める。その後、本部を芝公園内においた。
その後、統一哲医学会は発展し、政財界の実力者も数多く入会するようになった。1940年（昭和15年）には「統一哲医学会」を「天風会」に改称。1962年（昭和37年）3月には国の認可により「財団法人天風会」となった。1968年（昭和43年）12月1日に死去。葬儀委員長は笹川良一が務めた。墓所は東京都文京区大塚の護国寺。2011年（平成23年）、内閣府認定公益財団法人に移行。

## 教え
ニューソート思想の影響を受けており、日本におけるニューエイジの先駆者ともいわれる。

## 天風会
中村天風が創始した「天風会」は本部を東京都文京区大塚に置き、天風の「心身統一法」などを学ぶ講習会・セミナー、身体運動を伴った呼吸法・体操法・坐禅法を学ぶ行修会などを開催している。日本各地に支部（賛助会）があり、海外にもハワイなどに支部がある。

## 影響
中村天風の思想や活動に影響を受けた人々は、ヨガ関係を中心として、他に東郷平八郎、原敬、北村西望、宇野千代、双葉山、広岡達朗、実業界では松下幸之助、稲盛和夫などが、また、近年では松岡修造や大谷翔平、百々修平などがいる。

## 主な著書
- 『真人生の探究』（財団法人天風会、1947年）
- 『研心抄』（財団法人天風会、1948年）
- 『錬身抄』（財団法人天風会、1949年）
- 『成功の実現』（日本経営合理化協会）ISBN 4930838541
- 『盛大な人生』（日本経営合理化協会）ISBN 4930838592
- 『心に成功の炎を』（日本経営合理化協会）ISBN 4930838800
- 『運命を拓く』（講談社文庫） ISBN 4062637391
- 『哲人哲語』（財団法人天風会）
- 『安定打坐考抄』（財団法人天風会）
- 『叡智のひびき - 天風哲人箴言註釈』（講談社）ISBN 4062076950
- 『真理のひびき - 天風哲人新箴言註釈』（講談社） ISBN 4062082632
- 『いつまでも若々しく生きる』（日本経営合理化協会）ISBN 4930838975
- 『君に成功を贈る』（日本経営合理化協会）ISBN 4891010207
- 『天風先生座談』（宇野千代著、中村天風述、廣済堂出版）ISBN 9784331650233 ISBN 978-4331654248
- 『中村天風の生きる手本－世界でいちばん価値ある「贈り物」』（宇野千代著、中村天風述、知的生きかた文庫（三笠書房）ISBN 978-4837976158
- 『中村天風 成功哲学三部作・講演ＣＤ付』（日本経営合理化協会） ISBN 9784891012281